# Antonio Gandusio
 (janvier 2017).
Si vous disposez d'ouvrages ou d'articles de référence ou si vous connaissez des sites web de qualité traitant du thème abordé ici, merci de compléter l'article en donnant les références utiles à sa vérifiabilité et en les liant à la section « Notes et références ».
Antonio Gandusio est un acteur de théâtre et de cinéma italien, né à Rovigno d'Istria (aujourd'hui Rovinj en Croatie) le 29 juillet 1875 et mort à Milan le 23 mai 1951.

## Biographie
Après une longue carrière théâtrale qui l'a amené à fonder sa propre compagnie à partir de 1918, Antonio Gandusio débute au cinéma en 1933 et brille surtout dans les comédies téléphones blancs très prisées à cette époque. Il fut souvent le partenaire d'acteurs comme Armando Falconi ou Amelia Chellini.

## Filmographie

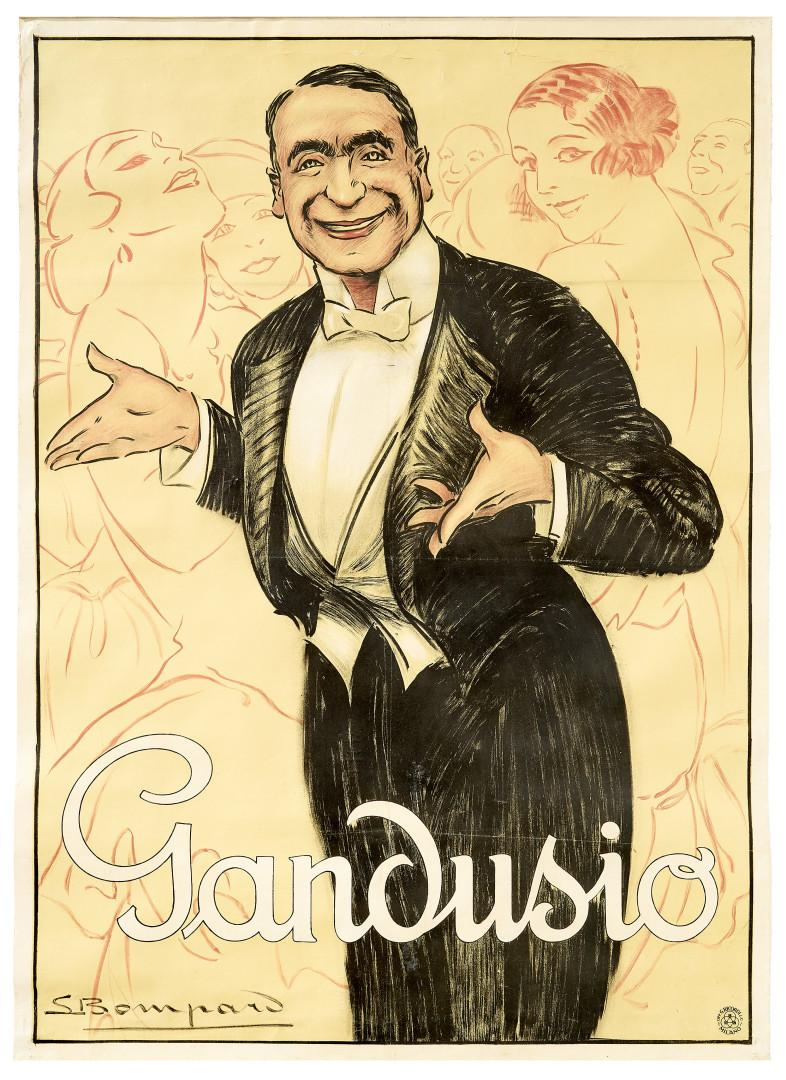
Antonio Gandusio, affiche de Luigi Bompard (1931).

### Cinéma
- 1917 : Strana
- 1920 : Il romanzo di un giovane povero
- 1933 : La signorina dell'autobus de Nunzio Malasomma : Luciano
- 1936 : Milizia territoriale de Mario Bonnard : Cav. Francesco Orlandi
- 1936 : L'albero di Adamo de Mario Bonnard
- 1937 : Lasciate ogni speranza de Gennaro Righelli : Pasquale Grifone
- 1938 : Adam's Tree : L'ingegnere Lorenzo Baldi
- 1938 : For Men Only : Barnaba Tamburini
- 1938 : The Ancestor
- 1939 : Cose dell'altro mondo : Beniamino Nesbitt
- 1939 : Frenesia de Mario Bonnard
- 1939 : Eravamo sette sorelle : Il conte Leone Varani
- 1939 : Frenzy : Stefano
- 1939 : L'eredità in Corsa : L'antiquario
- 1939 : Mille chilometri al minuto! : L'avvocato
- 1939 : Eravamo sette vedove: L'avvocato Ruggero Mauri
- 1940 : Manovre d'amore de Gennaro Righelli : Tibiday
- 1941 : Se non son matti non li vogliamo : Bartolo Cioci
- 1942 : Ce soir, rien de nouveau : Il dottore Moriesi
- 1942 : Jour de noces (Giorno di nozze) de Raffaello Matarazzo : Amedeo Birolli
- 1942 : Le signorine della villa accanto : Il professore di filosofia
- 1943 : Gente dell'aria : Il colonnello Zucca
- 1943 : Gioco d'azzardo : Cosimo, il maggiordomo
- 1943 : Il nostro prossimo : Don Egidio
- 1943 : La signora in nero : Ottavio Morando
- 1943 : La vispa Teresa : Antonio, zio di Teresa
- 1943 : Marinai senza stelle de Francesco De Robertis
- 1943 : Le voyage de M. Perrichon de Paolo Moffa : Il signor Perrichon
- 1944 : Tre ragazze cercano marito : Luigi Costantini
- 1945 : La signora è servita
- 1945 : Porte chiuse
- 1945 : Processo delle zitelle : Lo zio ricco
- 1945 : Scadenza 30 giorni
- 1946 : Lo sconosciuto di San Marino de Michael Waszynski et Vittorio Cottafavi
- 1947 : L'orfanella delle stelle
- 1948 : La bête se réveille : Don Antonio, il prete
- 1948 : Ma chi te lo fa fare? : L'impresario Martini
- 1948 : Marinai senza stelle : Se stesso

### Courts-métrages
- 1914 : Sacrifice paternel